# Estratti placentari
Gli estratti placentari sono ottenuti dalla placenta e contengono essenzialmente ormoni, proteine, aminoacidi e glicosamicoglicani. Gli ultimi due sono precursori della sostanza fondamentale del derma e delle proteine e si sono dimostrati utili nei processi di riepitelizzazione, mediante un processo di attivazione della sintesi cellulare.
Con tali estratti vengono realizzati prodotti per la cosmesi dei capelli, della pelle, delle rughe e contro l'invecchiamento cutaneo.